# Sjof Drummen
Joseph Johannes Gerardus (Sjof/Sjoof) Drummen (Sint Geertruid, 14 december 1926 - aldaar, 27 juni 2002) was een Nederlands politicus van de KVP en later het CDA.
Hij werd geboren als zoon van Joannes Hubertus Drummen die wethouder geweest is in Sint Geertruid. In diezelfde gemeente ging J.J.G. Drummen in 1941 op 14-jarige leeftijd werken bij de gemeentesecretarie. Vanaf 1949 was hij daar meer dan 25 jaar gemeentesecretaris. Vanaf 1974 was hij daarnaast lid van de Provinciale Staten van Limburg. Begin 1976 werd Drummen burgemeester van de gemeenten Jabeek en Bingelrade. In 1982 fuseerden de gemeenten Bingelrade, Jabeek, Merkelbeek en Schinveld tot de gemeente Onderbanken waarmee zijn functie kwam te vervallen. Hij bleef nog wel Statenlid (vanaf 1978 was hij zelfs fractievoorzitter). Nadat zijn partijgenoot Emile Mastenbroek commissaris van de Koningin van Limburg was geworden volgde Drummen hem midden 1990 op als gedeputeerde. Hij zou die functie 9 maanden vervullen tot er na de Provinciale Statenverkiezingen in 1991 een nieuw college van Gedeputeerde Staten kwam. Drummen overleed midden 2002 op 75-jarige leeftijd.